# Val Cuvia

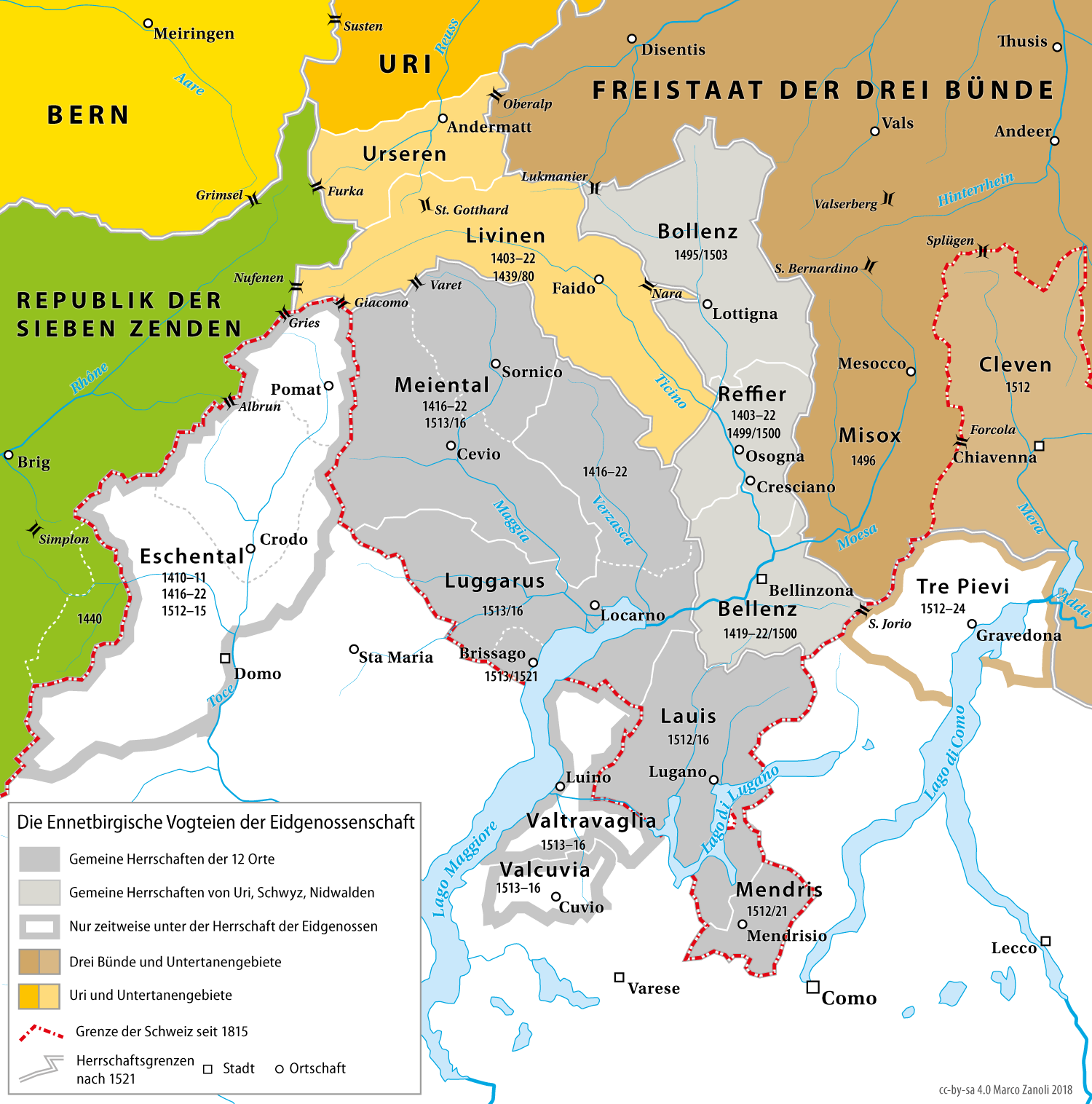
Die Ennetbirgischen Vogteien der Alten Eidgenossenschaft bis 1798

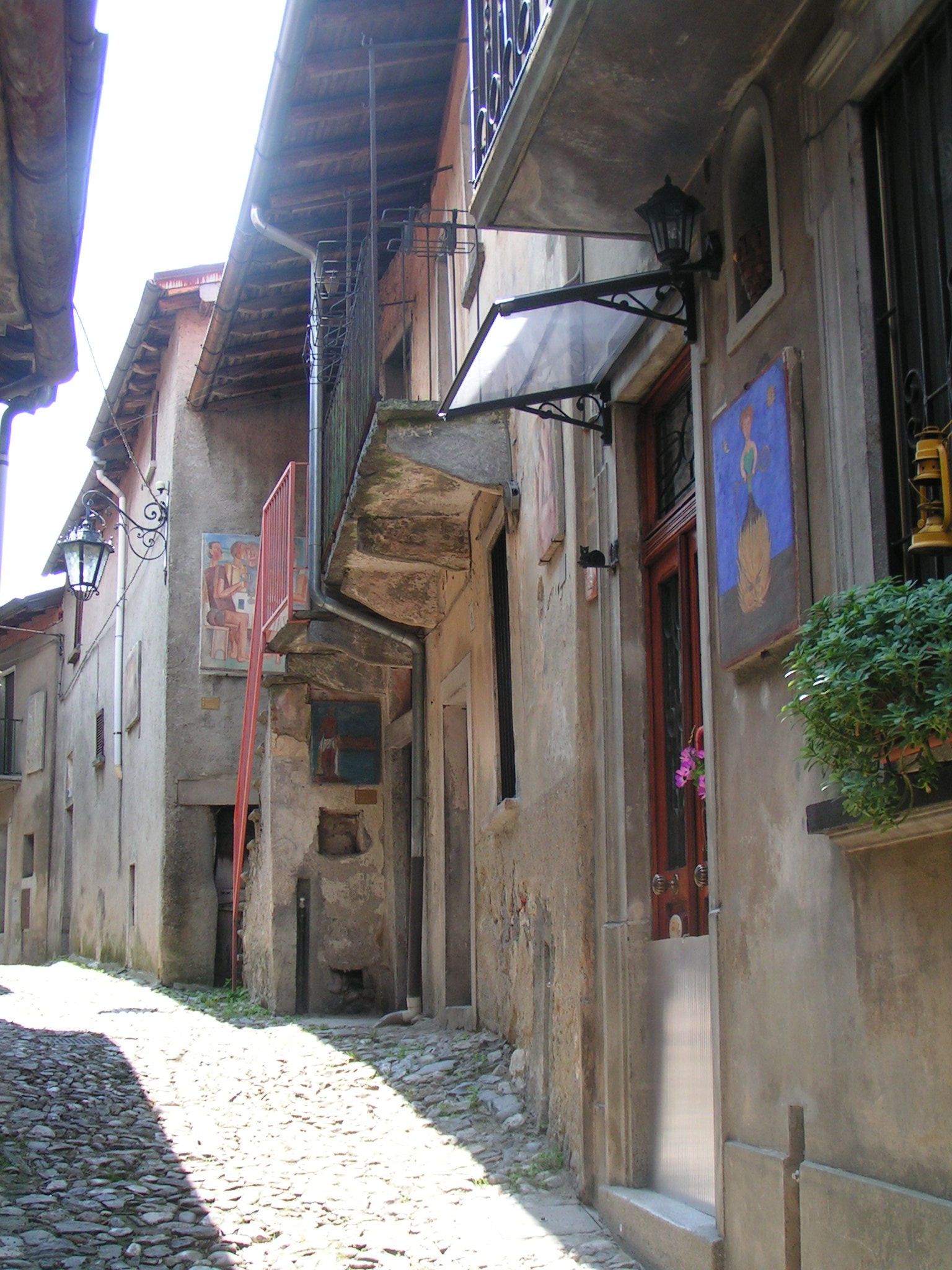
An Häuserwänden platzierte Gemälde in Arcumeggia

Das Pieve di Val Cuvia (auch Valcuvia) war 1521 bis 1797 eine der 65 Verwaltungseinheiten des Herzogtum Mailand. Zwischen 1513 und 1515 unterstand es zeitweilig als Gemeine Herrschaft der Alten Eidgenossenschaft. Der Begriff pieve, deutsch «Pfarrei», entstammt der kirchlichen Einteilung des (Erz-)Bistums Mailand und wurde im Herzogtum Mailand bis 1797 auch für die zivile Verwaltung übernommen. Die Pfarrei Val Cuvia unterstand kirchlich dem Bistum Como und umfasste folgende Gemeinden:
- Azzio
- Bedero
- Brenta
- Brinzio
- Cabiaglio
- Casalzuigno
- Arcumeggia
- Cassano
- Caravate
- Cittiglio
- Vararo
- Cuveglio
- Cavona
- Vergobbio
- Cuvio
- Duno
- Gemonio
- Masciago
- Orino
- Rancio

## Geschichte
Das Val Cuvia wurde 1512 zusammen mit dem Val Travaglia von den Eidgenossen besetzt und zu einer Vogtei gemacht. Die territoriale Zugehörigkeit des Tales blieb auch nach dem Ende der Mailänderkriege 1516 zwischen Mailand und der Eidgenossenschaft umstritten. 1521 kam Val Cuvia an die mailändische Adelsfamilie Rusca und wurde damit ins Herzogtum Mailand integriert. 1526 tauschte die Eidgenossenschaft ihre Ansprüche auf die Talschaften Val Travaglia und Val Cuvia gegen die Anerkennung ihrer Herrschaft über das Südtessin ein.